# Арутюнян Ольга Михайлівна
Ольга Михайлівна Арутюнян (нар. 23 червня 1993, м. Київ, Україна) — українська акторка, учасниця проєктів «Дизель Студіо» (скетчком «На трьох», концертне шоу «Дизель Шоу»).

## Життєпис
В дитинстві мріяла стати акторкою.
Закінчила Національний університет театру, кіно і телебачення імені І. Карпенка-Карого (2015, майстерня Дмитра Богомазова).
2015—2017 — артистка драми другої категорії Академічного театру юного глядача на Липках.
2015—2016 — працювала в Новому драматичному театрі на Печерську.
2017— акторка Дизель Шоу.

## Захоплення
Любить читати.

## Ролі

### Театр
- Маша — «Чайка»,
- Сестра — «Перетворення»,
- Енні Саллівен — «Мене прислав доктор Хоу»,
- Кравчиня — «Невидима з солодкого королівств».

### Кіно[2][3]
- серіал «Жіночий лікар-2» (Глаша) 2013
- серіал «Поцілунок» (Ольга) 2013
- серіал «Брат за брата-3» (Лєна) 2014
- серіал «Швидка допомога» (епізод) 2014
- серіал «Прокурори» (2015)
- серіал «Забудь і згадай» (Катерина) 2016
- фільм «Ніч Святого Валентина» (медсестра) 2016
- серіал «Невиправні» (журналістка) 2017
- фільм «Ржака» (Стюардеса Белла) 2017
- фільм «Субота» (консультантка) 2017
- серіал «Папаньки» 2018.
- серіал «Жити заради кохання» 2018
- серіал «Папаньки 2» 2020
- фільм «Гола правда» (Ксюша) 2020